# Chris Deluxe
Chris Deluxe, artiestennaam van Chris Ioannidou (Groningen, 30 maart 1984), is een Nederlandse diskjockey.

## Biografie
Ioannidou is sinds 2000 actief als DJ in diverse clubs in binnen- en buitenland. Hij draait verschillende genres door elkaar heen en staat bekend om zijn technische en creatieve live mixen. Als koptelefoon gebruikt hij een ouderwetse telefoonhoorn.
Sinds 2014 is hij regelmatig te horen geweest op radiostations als 3FM, SLAM! en Radio 538.
In 2019 was hij een vast gezicht in de spelshow 'Kudo' van Dumpert, waarin hij fragmenten van bekende Dumpert video's aan elkaar mixte.

## Radio
Vanaf 2015 was hij regelmatig te horen in de middagshow van SLAM!, eerst gepresenteerd door Martijn La Grouw, later door Jordi Warners. Sinds 1 maart 2019 draait hij elke vrijdag een half uur de "verrückte halbe stunde" in de ochtendshow van Radio 538, gepresenteerd door Frank Dane. Deze mix wordt ook live uitgezonden op SBS6.